# La Linterna (Cali)
La Linterna es una imprenta ubicada en el barrio de San Antonio en Santiago de Cali fundada en 1934. Se caracteriza por realizar impresión con técnicas tradicionales y sus producción ilustra diversos espacios de la ciudad. 

## Historia
La imprenta fue fundada en 1934 como parte de un suplemento del diario caleño El Relator. La imprenta que imprimía la revista realizaba además impresiones comerciales como carteles callejeros. Hacia los años 60, tras el fin del diario, el director de La Gaceta Fernando Roa recibió como indemnización rotativas que databan del siglo XIX, iniciando un taller de impresión dedicado a fines comerciales. A comienzos de los años 2000, y con una sucursal abierta en Bogotá, el negocio de La Linterna cayó debido a una prohibición municipal de fijar carteles en las paredes.
Hacia 2017 la imprenta se encontraba en bancarrota. Los diseñadores y artistas plásticos Fabián Villa y Patricia Pardo encontraron en la imprenta el estilo que buscaban para imprimir carteles sobre una exposición y al enterarse de la historia organizaron un proyecto de recuperación de La Linterna. De este modo inició el fenómeno actual que colocó a La Linterna como un referente estético en la ciudad de Cali. Villa y Pardo sugirieron a los dueños de entonces dar en indemnización las máquinas a los tres maestros impresores que trabajaban aún en el negocio iniciando así una nueva época.
El espectro de trabajos de La Linterna abarca por igual consignas de causas sociales, conservación del patrimonio ambiental, personajes de Colombia y América Latina así como frases relacionadas a la cultura de la salsa en Cali. Las técnicas que se usan en la misma son tradicionales respecto a las vigentes, mayormente digitales. Se cuentan aún el uso de grabados en linoleo para la ilustración y el uso de tipos móviles en las dos imprentas de la casa, una que data de 1870 y otra de 1890.